# Frankfurt-Bergen-Enkheim

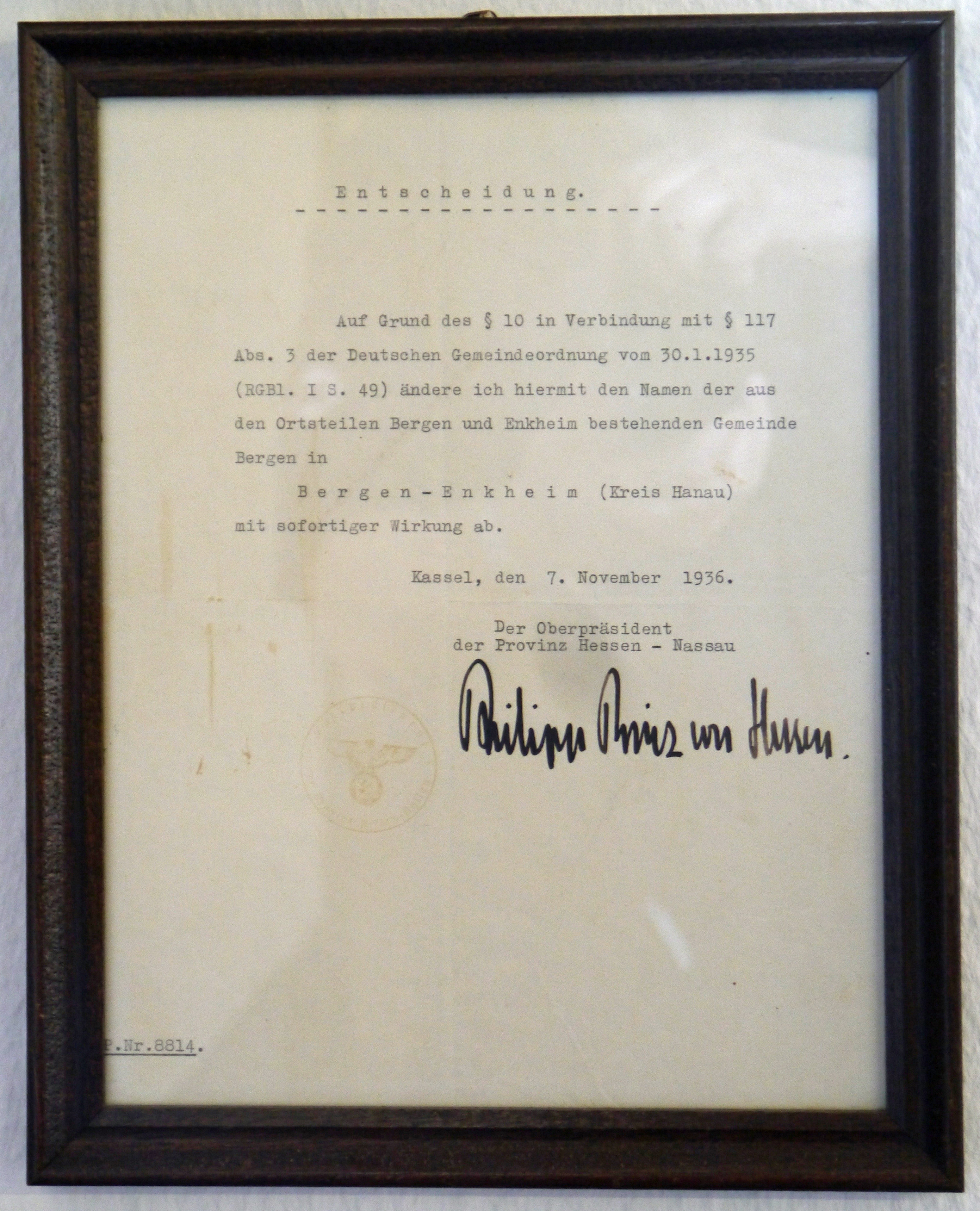
Amtliche Namensänderung von 1936

Bergen-Enkheim ist seit dem 1. Januar 1977 der östlichste Stadtteil von Frankfurt am Main. Bergen-Enkheim hat heute 18.281 Einwohner.
Zum Stadtteil gehören die Wohnsiedlungen von Bergen und Enkheim sowie ein Gewerbegebiet mit dem Hessen-Center. Einen großen Anteil der Fläche des Stadtteils nimmt außerdem der Frankfurter Grüngürtel ein. Von den sieben Frankfurter Naturschutzgebieten liegen drei (Am Berger Hang, Enkheimer Ried und Mühlbachtal), von den drei Frankfurter FFH-Gebieten liegen zwei (Am Berger Hang, Berger Warte) in Bergen-Enkheim.
Der Stadtteil ist für sein reges Vereinsleben bekannt und hat unter den Frankfurter Stadtteilen die höchste Anzahl an Vereinen. Einst mit Weinbergen bedeckt, gilt heute die Südseite des Berger Rückens (Berger Hang) als eine gesuchte Wohnlage.
Der Stadtteil Bergen-Enkheim ging aus der ehemaligen Gemeinde – ab 1968 Stadt – Bergen-Enkheim hervor, der aus den Orten Bergen und Enkheim bestand. Die Geschichte beider Orte ist seit dem Mittelalter eng verbunden. Gemeinsam unter dem Namen Bergen verwaltet wurden sie bereits im Amt Bornheimerberg, in der Zeit der Zugehörigkeit zu Kurhessen und im Kaiserreich. Am 7. November 1936 wurde die Gemeinde schließlich in Bergen-Enkheim umbenannt.

## Geografie

### Lage
Im Westen grenzt Bergen-Enkheim an Seckbach, im Süden an Fechenheim, im Osten an Bischofsheim im Main-Kinzig-Kreis und im Norden an die Stadt Bad Vilbel, Wetteraukreis sowie die Gemeinde Niederdorfelden, ebenfalls Main-Kinzig-Kreis.
Die Topografie des Stadtteils ist durch den Übergang des Maintals in die ansteigende Wetterau geprägt, den sogenannten Berger Hang als Teil des Berger Rückens. Mit dem Berger Rücken und der nördlich gelegenen Hohen Straße beginnt naturräumlich die Wetterau. An dieser Geländekante, die in West-Ost-Richtung verläuft und damit vorwiegend Südhanglagen bietet, liegen Gartenanlagen und Streuobstwiesen. Bergen ist aufgrund seiner Fernsicht über das östliche Rhein-Main-Gebiet bis zum Odenwald und Spessart als Wohnsitz begehrt.
Am Berger Hang befindet sich eine vom Ornithologen und Naturschützer Sebastian Pfeifer mitgegründete Vogelschutzwarte.

### Umgebung
Unterhalb des Berger Hangs liegt das sogenannte Enkheimer Ried, eine ehemalige Moorlandschaft. Die Stadt Frankfurt hat dieses etwa achteinhalb Hektar große Gebiet als Naturschutzgebiet ausgewiesen und die Gemeinde Bischofsheim hat es 1976 erweitert. Das Enkheimer Ried liegt in einem Altarm des Mains.
Am südlichen Rand des Naturschutzgebiets Enkheimer Ried befinden sich für Frankfurt am Main außergewöhnliche Alteichenbestände (Enkheimer Alteichen) von 3 bis 4,30 Metern Stammumfang, einem Alter zwischen 250 und 350 Jahren und Höhen zwischen 25 und 35 Metern. Nachgewiesen sind derzeit 30 Einzelexemplare, die sich im Wesentlichen an vier Positionen im rund 23,3 Hektar großen Enkheimer Wald konzentrieren.
Der „Quellenwanderweg“, der in Seckbach beginnt und über den Lohrberg nach Bergen-Enkheim führt, ist Teil des Frankfurter Grüngürtels. Er verweist auf die zahlreichen, am Berger Hang austretenden Quellen. Mit dem Mühlbachtal besitzt Bergen-Enkheim zudem das kleinste Naturschutzgebiet Frankfurts.

## Geschichte
Bergen war innerhalb der Grafschaft Hanau-Münzenberg ein bedeutender Ort. Nach dem Erwerb Bornheims durch Frankfurt 1481 besaß Bergen eine zentralörtliche Funktion innerhalb des hanauischen Amtes Bornheimerberg, da das Grafschaftsgericht daraufhin 1484 nach Bergen verlegt wurde.
Enkheim war ein Teil der gemeinsamen Dorfschaft Bergen.
Die Gemeinde Bergen-Enkheim, die bis 1936 Bergen hieß, gehörte zum Landkreis Hanau und erhielt am 31. August 1968 das Stadtrecht. Im Rahmen der Gebietsreform in Hessen wurde Bergen-Enkheim zum 1. Januar 1977 kraft Landesgesetz der Stadt Frankfurt als neuer Stadtteil zugeschlagen.

### Einwohnerzahlen

Einwohnerentwicklung von 1830 bis 2016 – blau vor, rot nach der Eingemeindung

Nach 1830 bis 1975:
| Jahr | Einwohner | Jahr | Einwohner |
| ---- | --------- | ---- | --------- |
| 1830 | 1.606     | 1945 | ~6.093    |
| 1834 | 1.783     | 1946 | 7.210     |
| 1840 | 1.954     | 1950 | 8.130     |
| 1846 | 2.051     | 1953 | 8.937 1   |
| 1852 | 2.168     | 1956 | 9.145     |
| 1855 | 2.140     | 1960 | 9.790     |
| 1858 | 2.193     | 1961 | 10.158    |
| 1862 | 2.296     | 1962 | 10.861    |
| 1871 | 2.546     | 1963 | 11.014    |
| 1875 | 2.825     | 1964 | 11.641    |
| 1880 | 3.163     | 1965 | 12.788    |
| 1885 | 3.387     | 1966 | 13.617    |
| 1890 | 3.704     | 1967 | 14.109    |
| 1895 | 3.915     | 1968 | 14.536    |
| 1900 | 4.393     | 1969 | 15.310    |
| 1910 | 5.323     | 1970 | 14.722    |
| 1919 | 5.552     | 1971 | 15.881    |
| 1925 | 6.038     | 1972 | 15.880    |
| 1930 | 6.150     | 1973 | 15.885    |
| 1933 | 6.311     | 1974 | 15.767    |
| 1935 | 6.429     | 1975 | 15.563    |
| 1939 | 6.326     |      |           |

Anmerkungen:

Nach der Eingemeindung:
| Jahr | Einwohner |
| ---- | --------- |
| 1977 | 14.721    |
| 1980 | 14.136    |
| 1985 | 14.482    |
| 1990 | 15.746    |

| Jahr | Einwohner |
| ---- | --------- |
| 1994 | 16.096    |
| 2015 | 17.913    |
| 2016 | 18.129    |
| 2016 | 18.080    |

## Politik

### Ortsbeirat
|  | Ortsbeiratswahl vom 14. März 2021(Stimmen in %) %3020100 26,924,718,613,06,45,74,6 WBEaCDUGrüneSPDFDPLinkeBFFgGewinne und Verlusteim Vergleich zu 2016 %p 6 4 2 0 −2 −4 −6−0,4−1,9+5,8−5,6+3,4+1,0−2,4WBECDUGrüneSPDFDPLinkeBFFAnmerkungen:a Wir Bergen-Enkheimerg Bürger für Frankfurt | Sitzverteilung im Ortsbeirat Bergen-Enkheim 2021Insgesamt 19 Sitze - Linke: 1 - SPD: 2 - Grüne: 4 - WBE: 5 - CDU: 5 - FDP: 1 - BFF: 1 |

Stimmenanteile der Parteien in Prozent
| Jahr | Wbt.  | WBE  | CDU  | SPD  | Grüne | BFF  | Linke | FDP |
| ---- | ----- | ---- | ---- | ---- | ----- | ---- | ----- | --- |
| 1997 | k. A. |      | 43,2 | 31,1 | 13,2  | 7,6  |       | 4,8 |
| 2001 | 54,5  | 5,5  | 39,8 | 29,8 | 12,0  | 8,4  |       | 4,5 |
| 2006 | 48,9  | 12,0 | 36,0 | 22,1 | 12,9  | 11,4 |       | 5,6 |
| 2011 | 51,3  | 18,3 | 29,3 | 17,8 | 23,3  | 5,6  | 3,4   | 1,9 |
| 2016 | 48,2  | 27,3 | 26,6 | 18,6 | 12,8  | 7,0  | 4,7   | 3,0 |
| 2021 | 51,5  | 26,9 | 24,7 | 13,0 | 18,6  | 4,6  | 5,7   | 6,4 |

Sitzverteilung
| Jahr | Gesamt | WBE | CDU | SPD | Grüne | BFF | Linke | FDP |
| ---- | ------ | --- | --- | --- | ----- | --- | ----- | --- |
| 1997 | 19     |     | 9   | 6   | 3     | 1   |       |     |
| 2001 | 19     | 1   | 7   | 6   | 2     | 2   |       | 1   |
| 2006 | 19     | 2   | 7   | 4   | 3     | 2   |       | 1   |
| 2011 | 19     | 4   | 6   | 3   | 4     | 1   | 1     |     |
| 2016 | 19     | 5   | 5   | 4   | 2     | 1   | 1     | 1   |
| 2021 | 19     | 5   | 5   | 2   | 4     | 1   | 1     | 1   |

### Bürgermeister

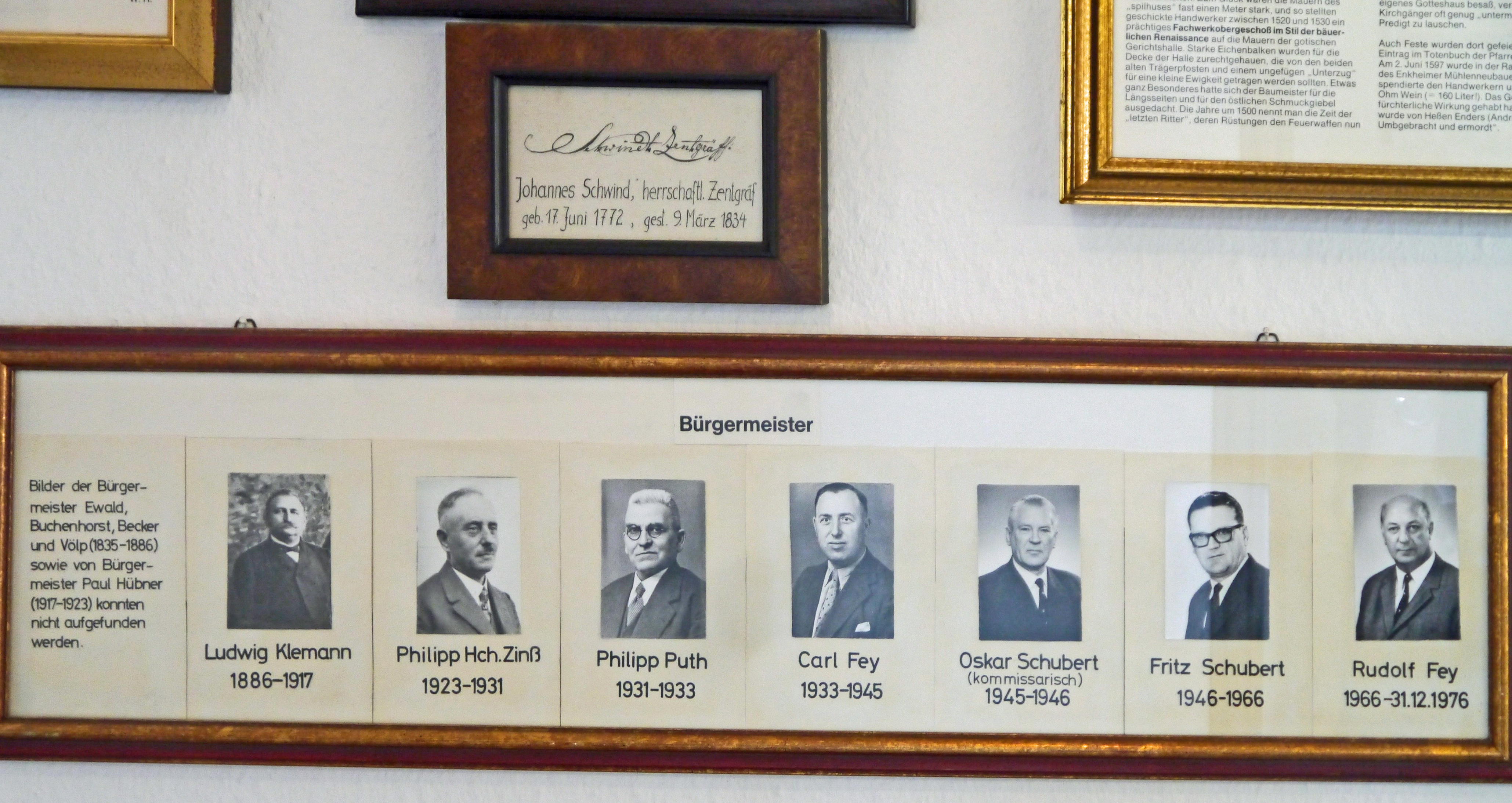
Bürgermeistergalerie aus dem Heimatmuseum

Namentlich bekannte Bürgermeister bis 1976:
- 1835–(1840) Herr Ewald
- (1841–1845) Herr Buchenhorst
- (1845–1854) Herr Becker
- (1857–1886) Herr Völp
- 1886–1917 Ludwig Klemann
- 1917–1923 Paul Hübner
- 1923–1931 Philipp Heinrich Zinß
- 1931–1933 Philipp Puth
- 1933–1945 Carl Fey
- 1945 Oskar Schubert (kommissarisch)
- 1946–1966 Fritz Schubert
- 1966–1976 Rudolf Fey (bis 31. Dezember 1976)

- 1977 Eingemeindung nach Frankfurt am Main.

Die Jahreszahlen in Klammern sind nicht gesichert.

### Literatur

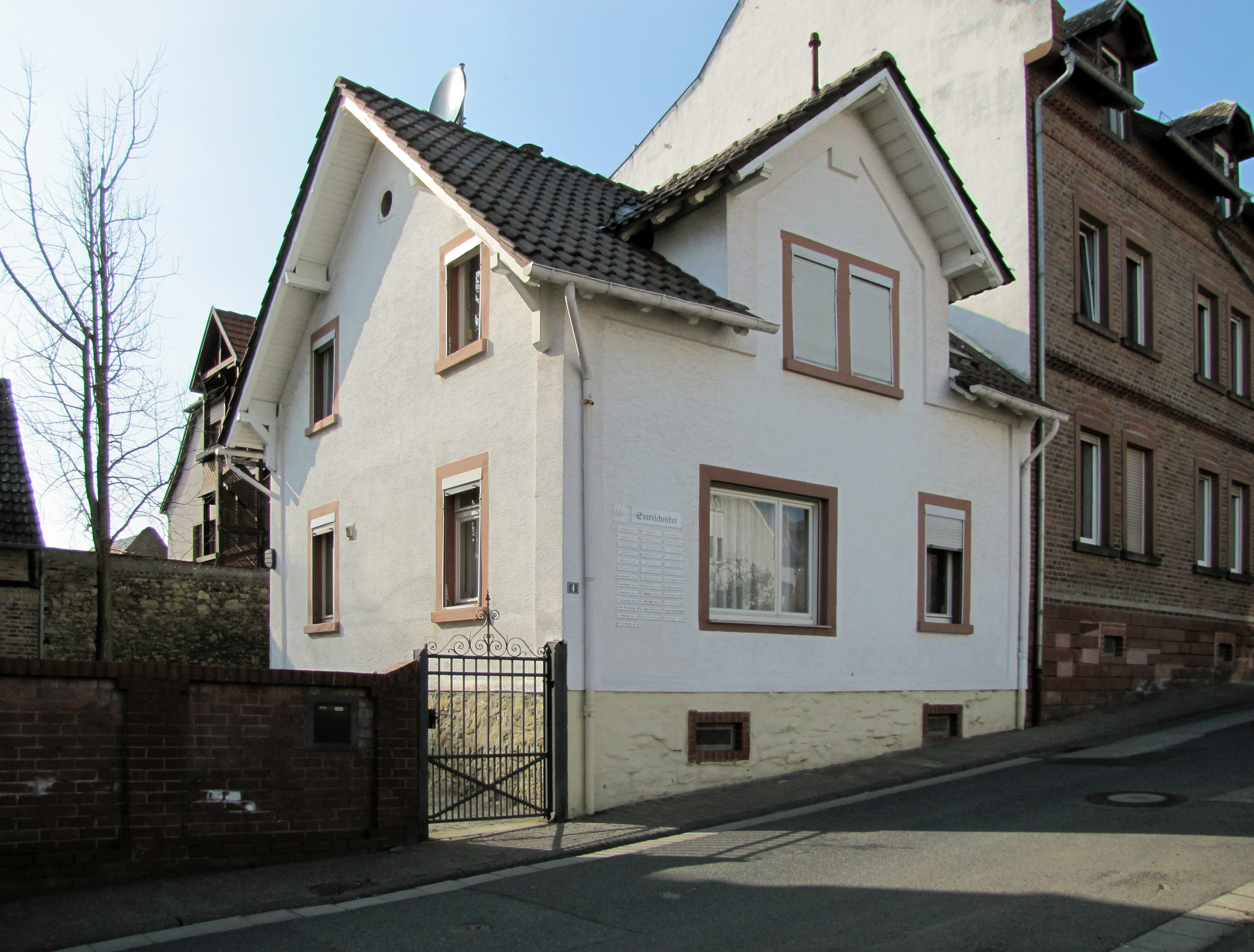
Stadtschreiberhaus mit Namensschildern der Stadtschreiber

### Wappen
| | Blasonierung: „In Silber zwei abgewendete, eingebogene rote Pfähle.“ |
| Wappenbegründung: Das Wappen entspricht dem Schildbild des ortsadeligen Geschlechts der Schelme von Bergen, das seit 1194 nachweisbar ist und die Wasserburg Gruckau, die sogenannte Schelmenburg, besaß. Die Gemeinde führte früher keine eigenen Siegel; solche sind aber für das kaiserliche Landgericht am Bornheimer Berg überliefert, dessen Vorort Bergen seit dem Ende des 16. Jahrhunderts war. Das Landgericht besaßen die Grafen von Hanau, die mit dem Sitz in Bergen vorher ein Amt errichtet hatten. Deshalb enthält der Schild im Gerichtssiegel von 1597, das die Grafen Philipp Ludwig und Albrecht erteilten, im geteilten Schild oben die Hanauer Sparren, unten Weinstöcke. Das Wappen wurde am 21. September 1950 durch das Ministerium des Innern verliehen. |                                                                      |

## Kultur

### Sehenswürdigkeiten
Bergen hat einen durch historische Bauwerke geprägten Stadtkern. Hervorzuheben ist das gotische Rathaus von Bergen, in dem seit 1959 das Heimatmuseum Bergen-Enkheim untergebracht ist. Es wurde seit 1300 in verschiedenen Bauphasen errichtet.
Ein Zeugnis der alten Stadtmauer Bergens bildet der Weiße Turm, ein spätgotischer Wehrturm, der 1472 zusammen mit der Berger Stadtmauer errichtet wurde. Ebenfalls aus dem Mittelalter stammt die Schelmenburg (auch Wasserburg Gruckau genannt) am östlichen Rand des Berger Ortskerns. Im Stammsitz der durch Dichtung und Sagen bekannten Schelme von Bergen, heute ein barockes Wasserschlösschen, befindet sich die Jugendmusikschule und verschiedene Vereine.
Für die Kulturdenkmäler des Ortsteils siehe Liste der Kulturdenkmäler in Frankfurt-Bergen-Enkheim.
Auch gibt es eine Reihe von Stolpersteinen.

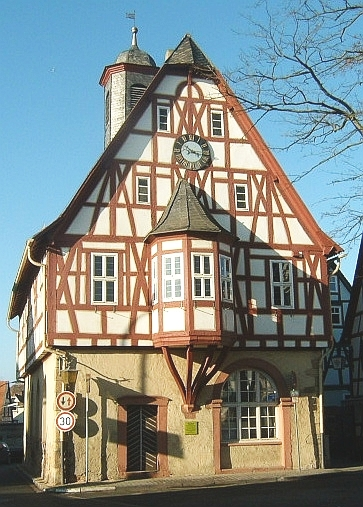
Das Wahrzeichen des Ortes: das Historische Rathaus
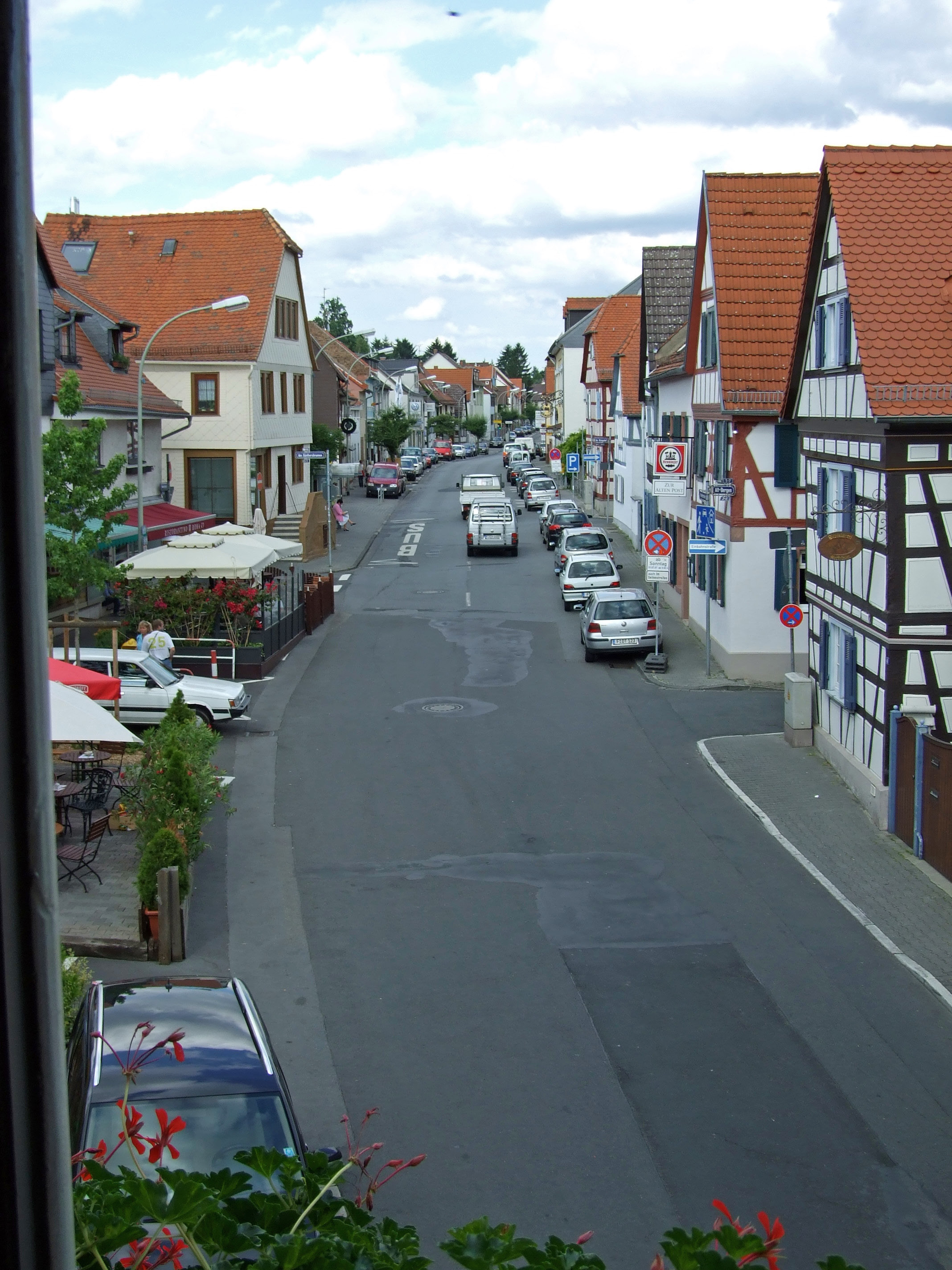
Blick aus dem Museum auf die Marktstraße nach Osten
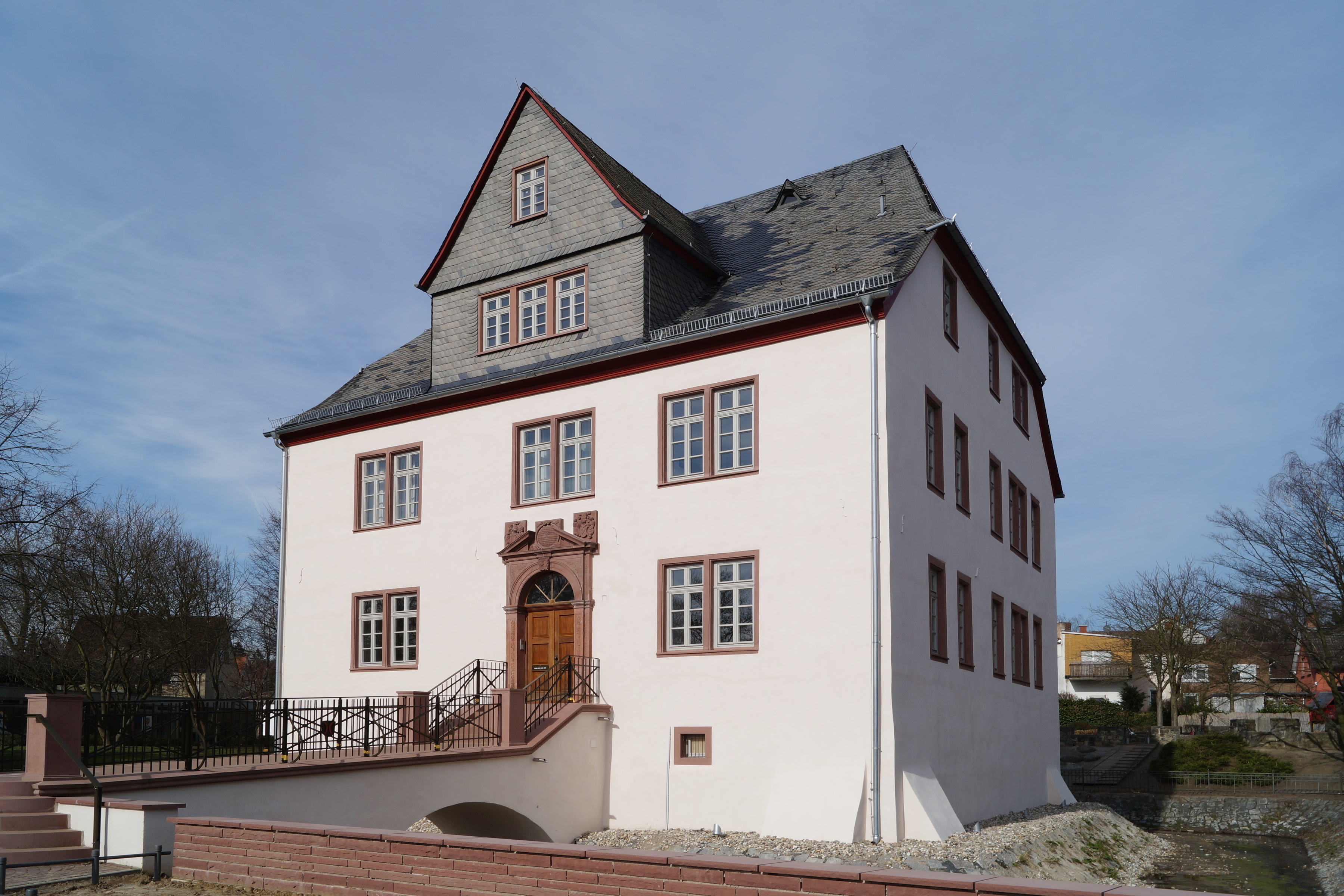
Ansicht der Schelmenburg
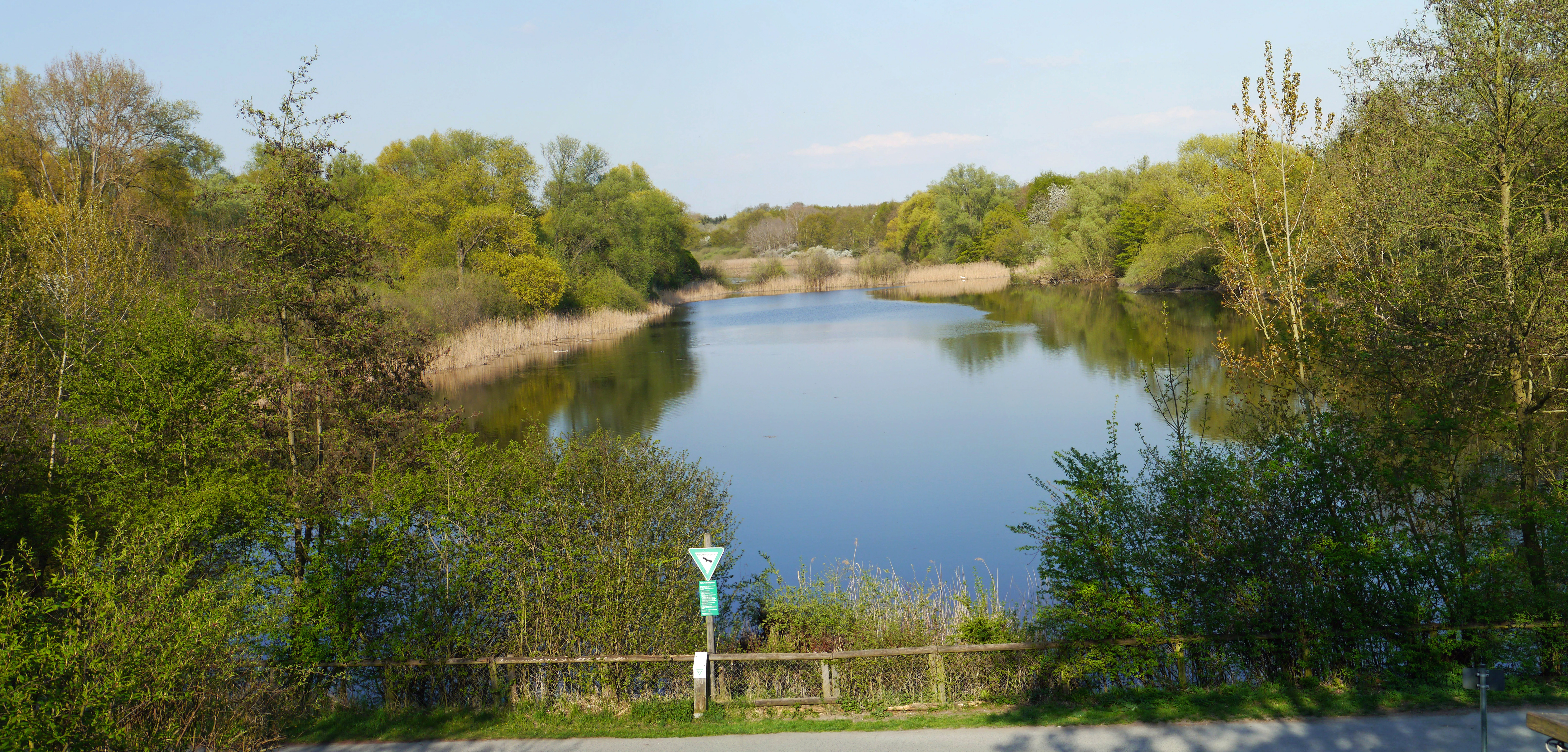
Der Riedteich im Enkheimer Ried
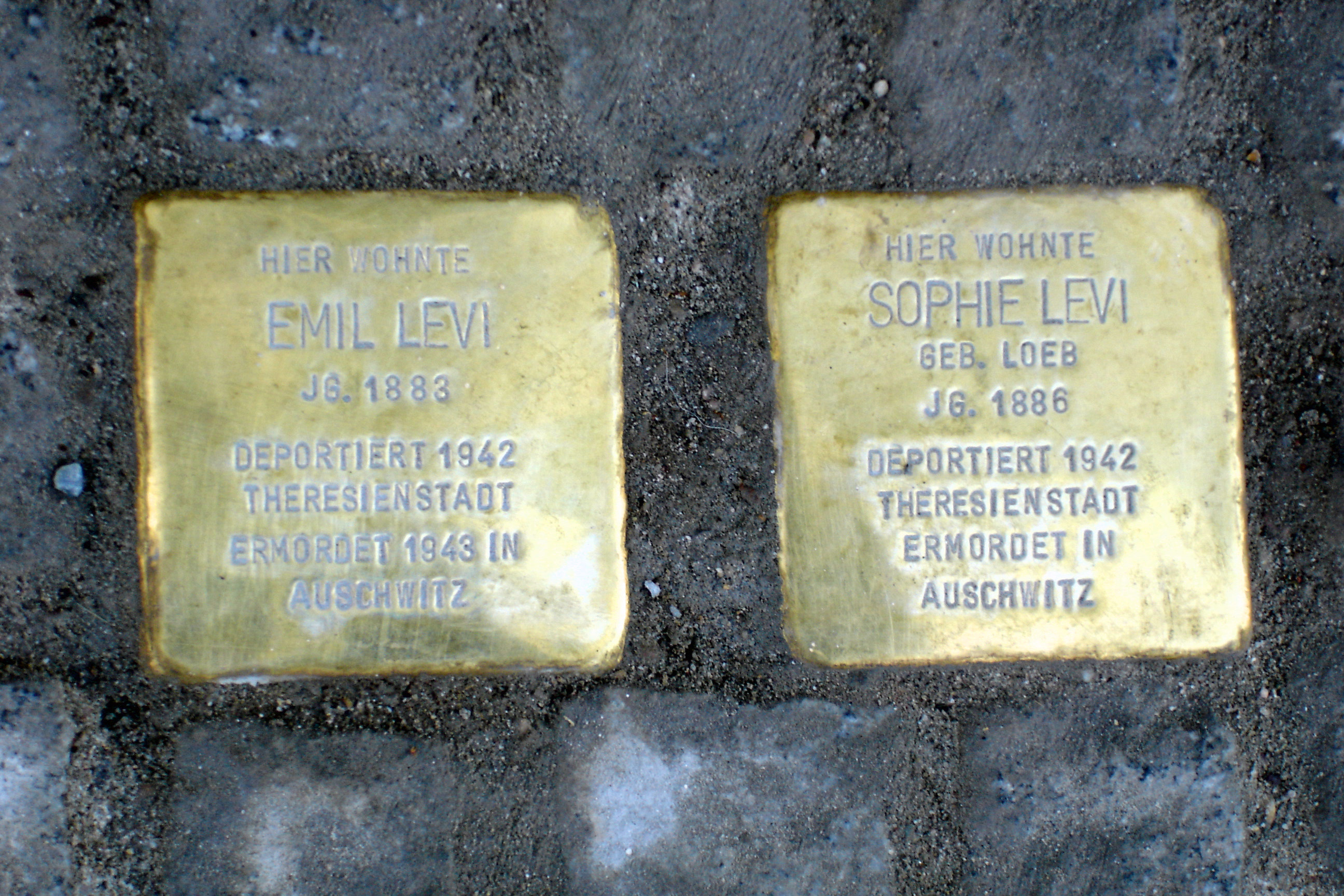
Stolpersteine in Bergen für Emil und Sophie Levi

## Wirtschaft und Infrastruktur

### Ortsansässige Unternehmen
In Bergen-Enkheim haben Nord-Micro (Luft- und Raumfahrt), Sun Chemical (Druckfarben für Lebensmittelverpackung) und der deutsche Innovationscampus des französischen Gase-Herstellers Air Liquide ihren Sitz. Im örtlichen Gewerbeverein sind 140 Unternehmer organisiert. Mit dem Hessen-Center befindet sich eines der größten Einkaufszentren der Stadt in Bergen-Enkheim.

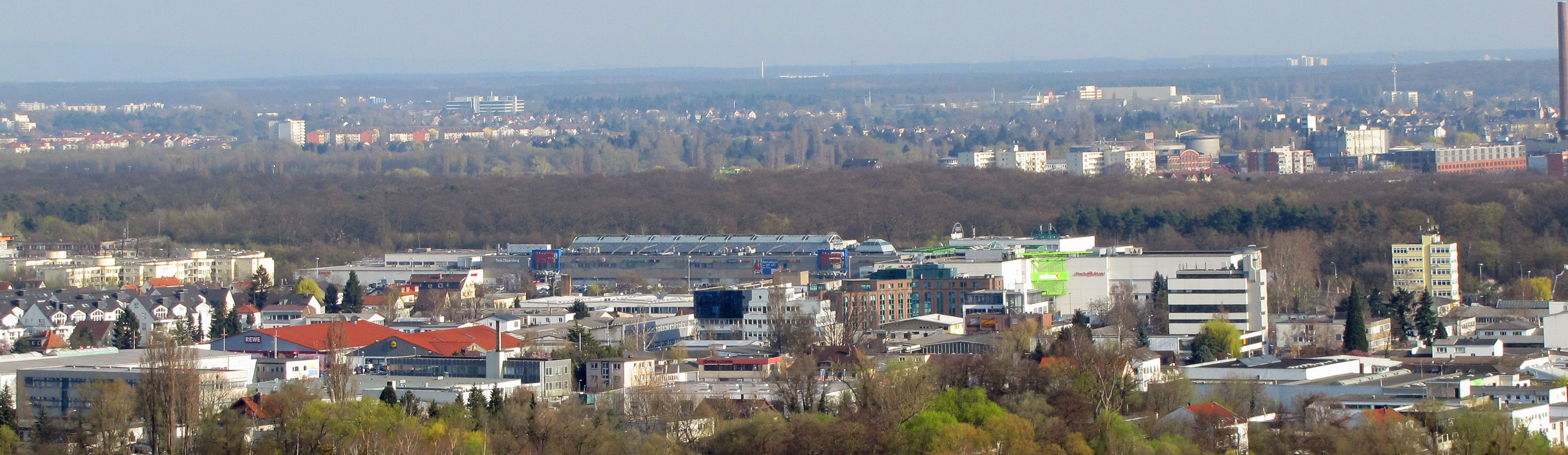
Hessen-Center und Industriegebiet in Enkheim

### Infrastruktur und Veranstaltungen
Zu den sportlichen Einrichtungen gehören ein umfangreiches, öffentliches Hallen- und Freibad mit 50-Meter-Sportbecken, Sprungbecken und Sportzentrum, eine moderne Leichtathletikanlage, ein Tennisclub mit neun Außenplätzen sowie Frankfurts modernster Innenhalle, die auch von Nichtmitgliedern gemietet werden kann, ein Pumptrack, eine E-Kartbahn sowie ein Naturschutzgebiet mit kleinen Seen und kilometerlangen bewaldeten Spazier-, Lauf- und Radwegen, dem Enkheimer Ried.
Regelmäßige Sportveranstaltungen schließen einen Volkslauf, einen Triathlon sowie einen großen Sport- und Spaßtag für Kinder und Jugendliche ein.

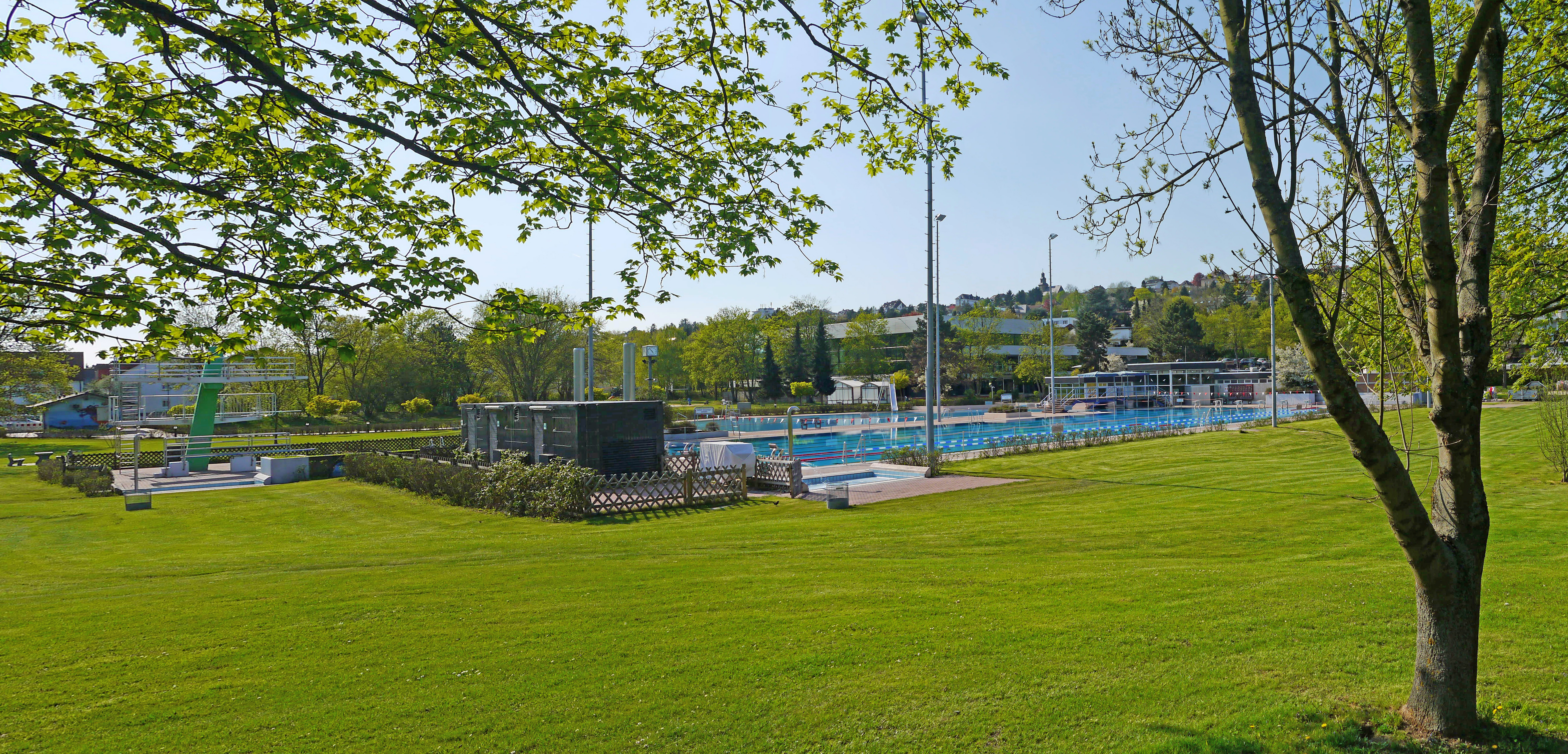
Riedbad, von der Freibadseite aus

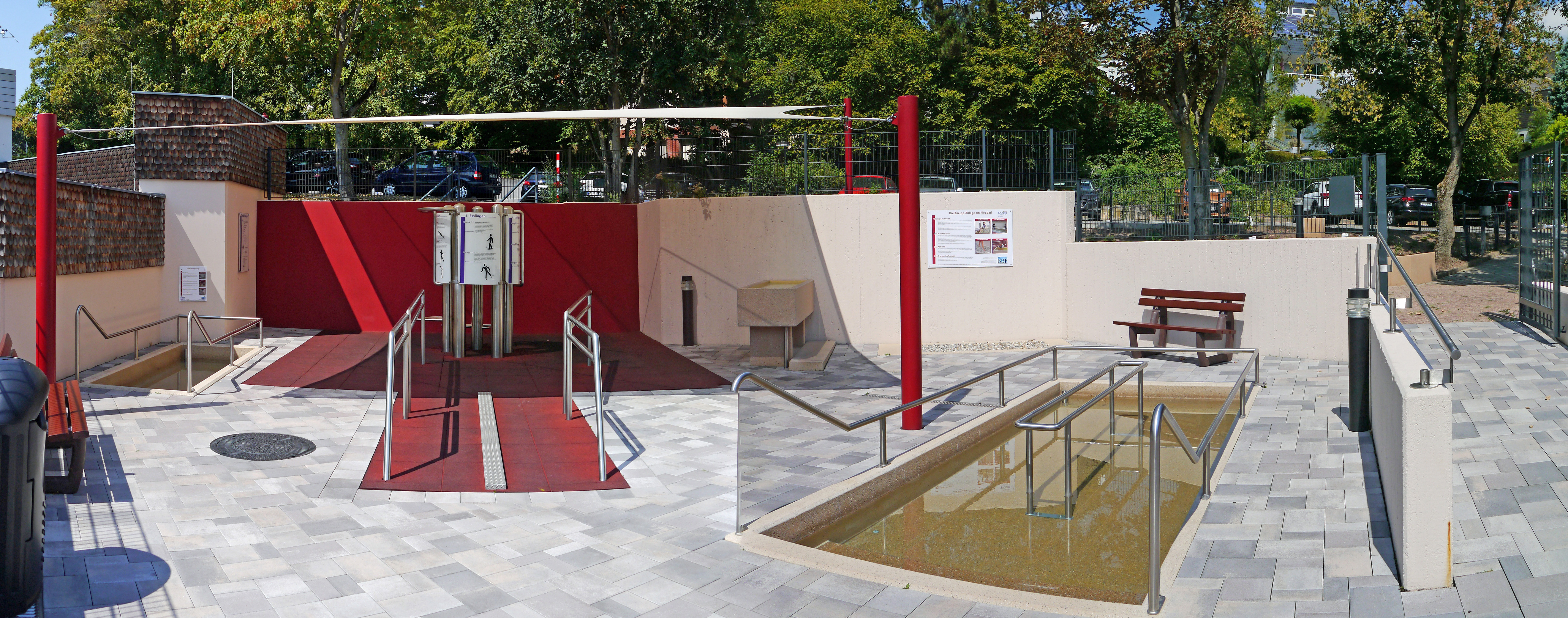
Kneipp-Anlage am Riedbad

Am Wochenende vor dem ersten Dienstag im September findet jedes Jahr der Berger Markt statt, bei dem der Stadtschreiberpreis zum Stadtschreiber von Bergen verliehen wird.
Jedes Jahr richtet der Gewerbeverein Bergen-Enkheim eine Gewerbeschau und den Weihnachtsmarkt in der Berger Altstadt aus.

### Bildung
Bergen-Enkheim hat zwei Grundschulen (Schule am Hang und Schule am Landgraben), eine kooperative Gesamtschule (Gymnasial-, Realschul- und Hauptschulzweig ab Klasse 5) mit gymnasialer Oberstufe (Schule am Ried) sowie eine Musikschule.

### Verkehr

#### Eisenbahn
Der nächstgelegene Bahnhof ist der Bahnhof Frankfurt-Mainkur. Er liegt an der Bahnstrecke Frankfurt–Hanau zwischen dem Frankfurter Ostbahnhof und dem Haltepunkt „Maintal West“, bereits auf der Gemarkung des Frankfurter Stadtteils Fechenheim. Er soll aufgegeben werden, wenn die Nordmainische S-Bahn in Betrieb geht, und durch einen neuen Haltepunkt etwa einen Kilometer weiter westlich ersetzt werden. Vom Bahnhof Frankfurt-Mainkur aus wurden am 30. Mai sowie am 5. September 1942 insgesamt 28 jüdische Kinder, Frauen und Männer deportiert. Der Sammelpunkt war Rathaus Bergen.

#### U-Bahn

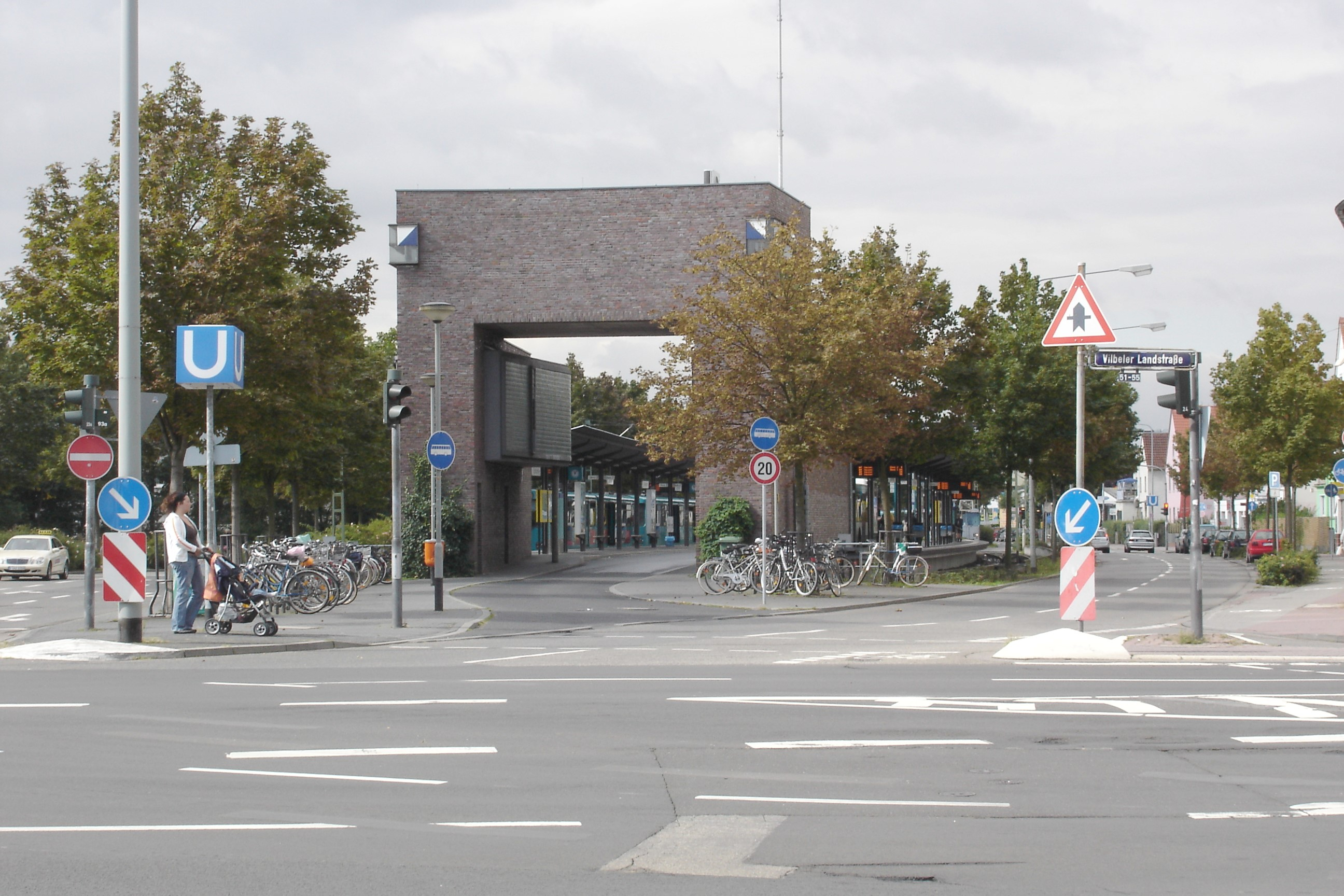
Endstation der U4/U7 mit Busbahnhof, am „Volkshaus“ neben dem Hessen-Center

Bedeutend für den öffentlichen Personennahverkehr in Bergen-Enkheim ist die Anbindung mit der U-Bahn. Sie verbindet Bergen-Enkheim seit 1992 direkt mit der Frankfurter Innenstadt. Es verkehren die U7 und seit Dezember 2008 jeder zweite Zug der Linie U4.

#### Bus
Diese U-Bahn-Endstation (Enkheim) dient gleichzeitig als Umsteigepunkt der Buslinien 40 und 42 (Stadtteil-Ringlinien), 551 (Regionalbuslinie zwischen Bad Vilbel, Offenbach und Gravenbruch), MKK23, MKK25 (Main-Kinzig-Kreis und Hanau) und mit der Schnellbuslinie X57 nach Hanau und X95 nach Büdingen sowie unter der Woche zur Nachtbuslinie N7 in Richtung Heerstraße und zur weiteren Nachtbuslinie N61 in Richtung Hanau Hauptbahnhof.

#### Straßenbahn
Bergen hatte von 1913 bis 1992 Anschluss an die Frankfurter Straßenbahn mit der Endhaltestelle auf Seckbacher Gebiet an der ehemaligen Stadtgrenze vor der Eingemeindung, Enkheim seit 1957 über die Verlängerung der Strecke (ursprünglich bis zur Kruppstraße, damals Grenze zwischen Frankfurt und Landkreis Hanau) bis zum Volkshaus Enkheim. Die Enkheimer Strecke wurde 1992 Teil der U-Bahn-Linie. Die Berger Anbindung wurde durch Busse ersetzt.

#### Straße
In Bergen-Enkheim endet (derzeit), von Hanau kommend, die A 66, welche erst am Ende der Miquelallee, in Richtung Wiesbaden, fortgesetzt wird. Innerhalb des Stadtgebietes wird diese als Bundesstraße fortgeführt. Seit 2014 wird am Riederwaldtunnel gebaut, welcher nach seiner Fertigstellung (ca. 2030) am Autobahndreieck Erlenbruch die A 66 mit der A 661 verbinden soll.

## Sonstiges
Seit 1995 finden Bergentreffen mit acht deutschen Orten dieses Namens statt.
Nach dem Stadtteil Bergen-Enkheim ist der Asteroid (221516) Bergen-Enkheim benannt, der 2006 am Observatorium Bergen-Enkheim entdeckt wurde.